# Heilstätte Grabowsee

Heilstätte Grabowsee, 2021

Die Heilstätte Grabowsee ist eine ehemalige Lungenheilstätte am Grabowsee im Landkreis Oberhavel in Brandenburg. Sie war die erste Heilstätte für Lungentuberkulose in der norddeutschen Tiefebene und wurde 1896 vom Deutschen Roten Kreuz als Versuchseinrichtung gegründet, um zu erproben, ob Heilstättenkuren im märkischen Kiefernwald ebenso erfolgreich seien wie in den Gebirgen und an der See. Nach dem Zweiten Weltkrieg diente sie von 1945 bis zum Abzug der Sowjetarmee aus Deutschland – 1992 – als Militär-Lazarett. Danach war die Anlage einige Zeit eine beliebte Kulisse für Filme und Fotografien, aber auch für Vandalen.

## Lage

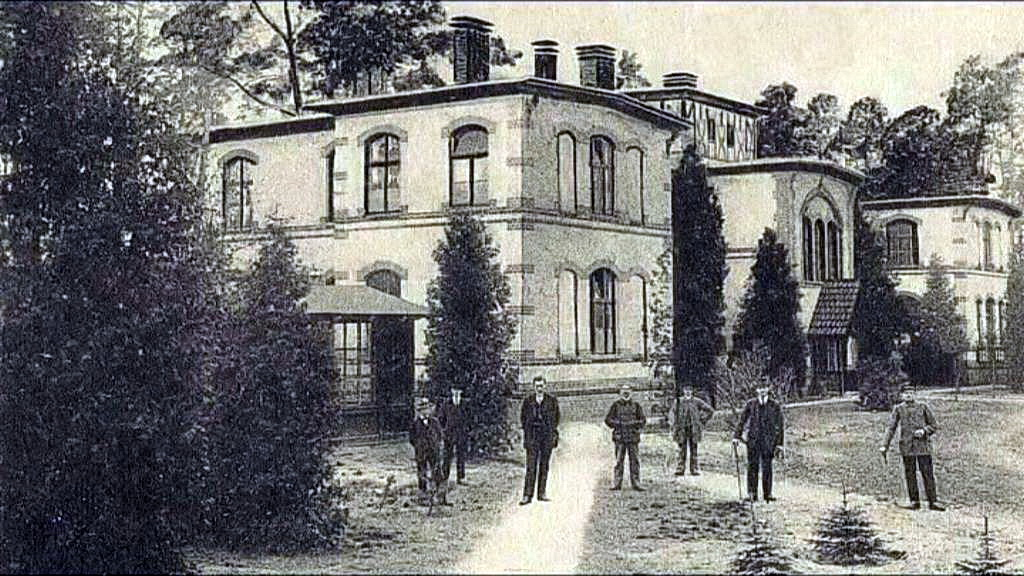
Das Küchengebäude war der erste dauerhafte Gebäudekomplex der Einrichtung (1897).

Die ehemalige Lungenheilstätte liegt etwa 30 km nördlich von Berlin, auf dem Stadtgebiet von Oranienburg. Sie hat eine Ausdehnung von rund 32 Hektar. Vom Oranienburger Ortsteil Friedrichsthal trennt sie der nahegelegene Oder-Havel-Kanal.

## Gründung und Nutzung als Lungenheilstätte (1896–1945)

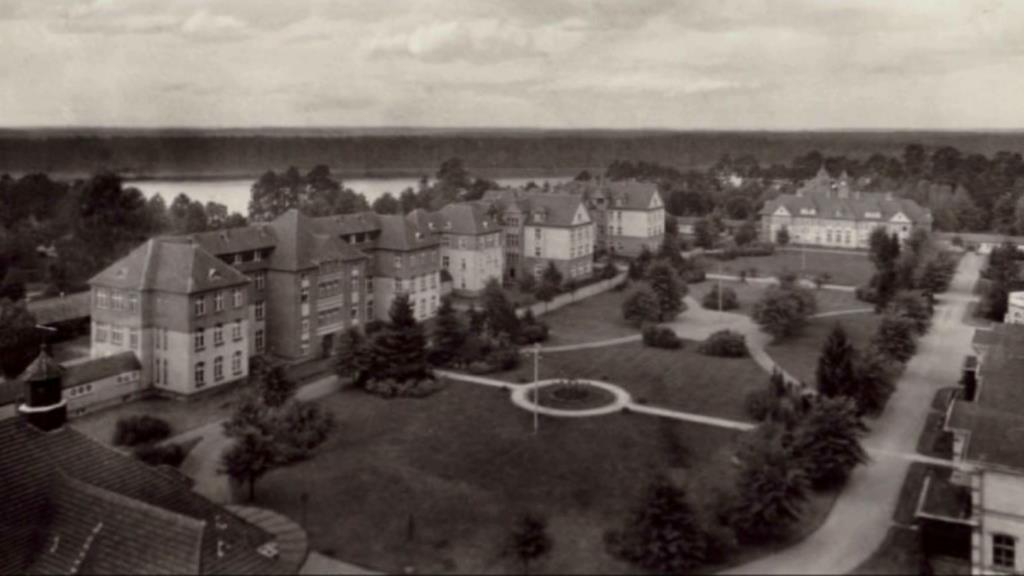
Zustand in den 1930er Jahren

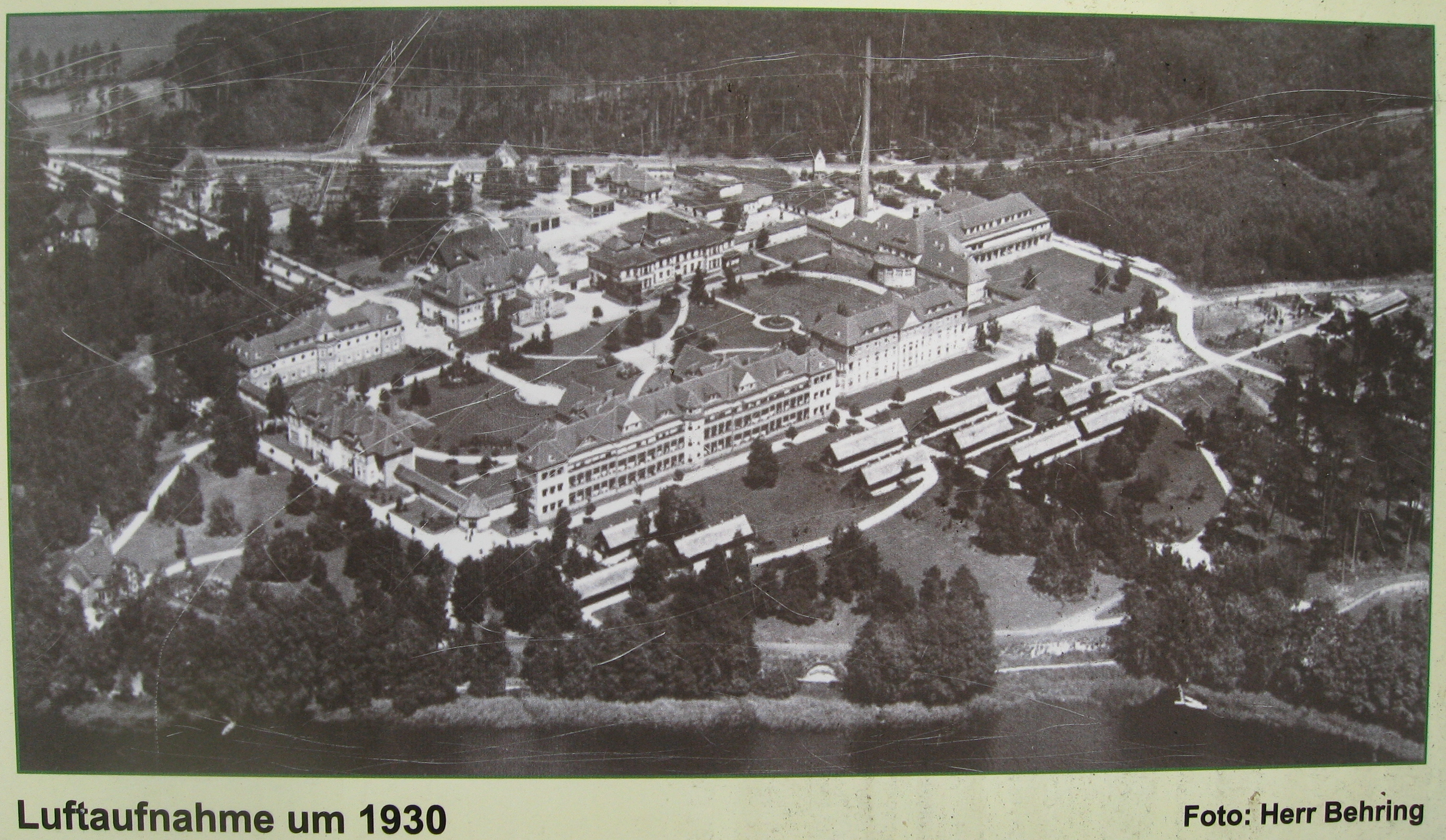
Schrägluftbild der Heilstätte um 1930

In der zweiten Hälfte des 19. Jahrhunderts stieg die Zahl der Lungenkranken im Deutschen Reich stark an. Etwa ein Drittel aller Patienten im Alter zwischen 15 und 60 Jahren litt an Lungentuberkulose. Der Volksheilstättenverein zum Roten Kreuz erwarb eine Fläche in der damaligen Mark Brandenburg am Ufer des Grabowsees, ließ darauf zunächst 27 Baracken errichten, um zu erforschen, ob sich auch die Luft in der norddeutschen Tiefebene zur Behandlung von Lungenkranken erfolgreich nutzen ließe. Bis dahin ging die Humanmedizin davon aus, dass Erkrankungen der Lunge nur im milden Klima des Mittelmeeres oder in reiner Gebirgsluft zu bessern oder zu heilen seien. Der Test verlief äußerst erfolgreich, so dass bis 1896 die erste Lungenheilstätte in Norddeutschland mit entsprechenden festen Bauten und Wirtschaftsgebäuden ihre Arbeit aufnehmen konnte. Im Jahr 1900 standen bereits 200 Betten für leicht- bis schwerkranke Personen zur Verfügung, es gab Patientenhäuser, Operationssäle, Behandlungszimmer, Liegehallen sowie eine Direktorenvilla, ein Maschinenhaus, Stallgebäude, Beamtenwohnungen und zur Energielieferung eine Gasanstalt. Bald kam noch eine unterirdische Transportanlage hinzu, die die Speisen von der Zentralküche zu den Bettenhäusern beförderte. Kurz vor Ausbruch des Ersten Weltkriegs wies die Einrichtung 400 Betten für Kranke auf; aufgenommen wurden in den ersten Jahren jedoch nur Männer. Während des Krieges diente die Heilstätte am Grabowsee als Vereinslazarett vom Roten Kreuz zur Behandlung lungenkranker Soldaten. Bis 1918 wurden zudem Kriegsgefangene hier untergebracht.
Der Krieg und die Inflationszeit brachten schließlich auch die Heilstätte in große wirtschaftliche Not. Der Volksheilstättenverein verkaufte die Anstalt deshalb am 1. Juni 1920 an die Landesversicherungsanstalt Brandenburg. Diese ließ ab 1926 Erweiterungsbauten errichten, sodass die Zahl der vorhandenen Betten sich bis in die 1930er auf etwa 420 erhöhte.

## Kunst am Bau aus Gildenhall
Der Bildhauer Hans Lehmann-Borges (Mitglied im Deutschen Werkbund) aus der Neuruppiner Künstlerkolonie Gildenhall schuf Bauplastik-Figuren und verzierte Sitzbänke in den Verbindungsgängen. Die Plastiken entstanden in Zusammenarbeit mit Richard Mutz, der auch für die Zimmerausstattungen verantwortlich war. Der ebenfalls aus Gildenhall stammende Kunstschmied Siegfried Prütz gestaltete die schmiedeeisernen Türgitter des Verwaltungs- und des Aufnahmegebäudes. Die Gitter geben den Sinnspruch der Heilstätte wieder: „Wasser, Luft, Sonnenschein – drei gute Arzneien“. Viele Möbel wurden in einer ebenfalls in Gildenhall beheimateten Drechslerei angefertigt. Eberhard Schrammen aus Gildenhall kreierte die hölzernen, zum Teil mit Blattsilber verzierten Deckenleuchten in den Aufenthaltsräumen. Die Innenausstattung und Fassadengestaltung der Heilstätte Grabowsee gehörten zu den insgesamt größten Aufträgen für die Kunsthandwerker aus Gildenhall. In ihren Arbeiten (v. a. Bronzestatuen und Wandfriese) nahmen sie stets Bezug auf den Ort und den Auftraggeber. Zwischen den einzelnen Heilstättengebäuden gab es Verbindungsgänge. Die Gestaltung hierfür übernahm der Bildhauer Lehmann-Borges.

## Nutzung nach dem Zweiten Weltkrieg (1945–1992)
Dank der Entdeckung von Antibiotika und ihrem Einsatz in Deutschland ab 1943 wurde Tuberkulose schneller heilbar. Lange Klinikaufenthalte waren nicht mehr nötig und viele Heilstätten wurden überflüssig. Nach dem Zweiten Weltkrieg fiel die Mark Brandenburg infolge des Potsdamer Abkommens in die Sowjetische Besatzungszone und damit auch die ehemalige Lungenheilstätte Grabowsee. Die Militärmacht nutzte den gesamten Komplex ab Mitte 1945 bis zu ihrem Abzug 1992 als Militärlazarett. Alle Ärzte und Schwestern kamen aus der Sowjetunion, für zahlreiche Hilfsarbeiten kamen jedoch auch DDR-Bürger zum Einsatz. Die meisten Anlagen wurden nur notdürftig instand gehalten, langfristig waren sie heruntergewirtschaftet. Nach Abzug der Streitkräfte Russlands aus dem ehemaligen Heilstättenkomplex erschien eine Neunutzung nicht ohne enormen Kostenaufwand möglich. Unmittelbar nach dem Abzug der Besatzungstruppen gelangte die Bauanlage in das Eigentum eines (nicht näher benannten) Finanzunternehmens. Eine konkrete längerfristige Nutzung war nicht geplant. Dagegen vermietete die Finanzgesellschaft große Teile der Anlage an eine Paintball-Spielgemeinschaft, die durch das Nutzen des Geländes als Spielfeld große Schäden in den meisten Gebäuden anrichtete.

## Nutzung seit dem Ende des 20. Jahrhunderts

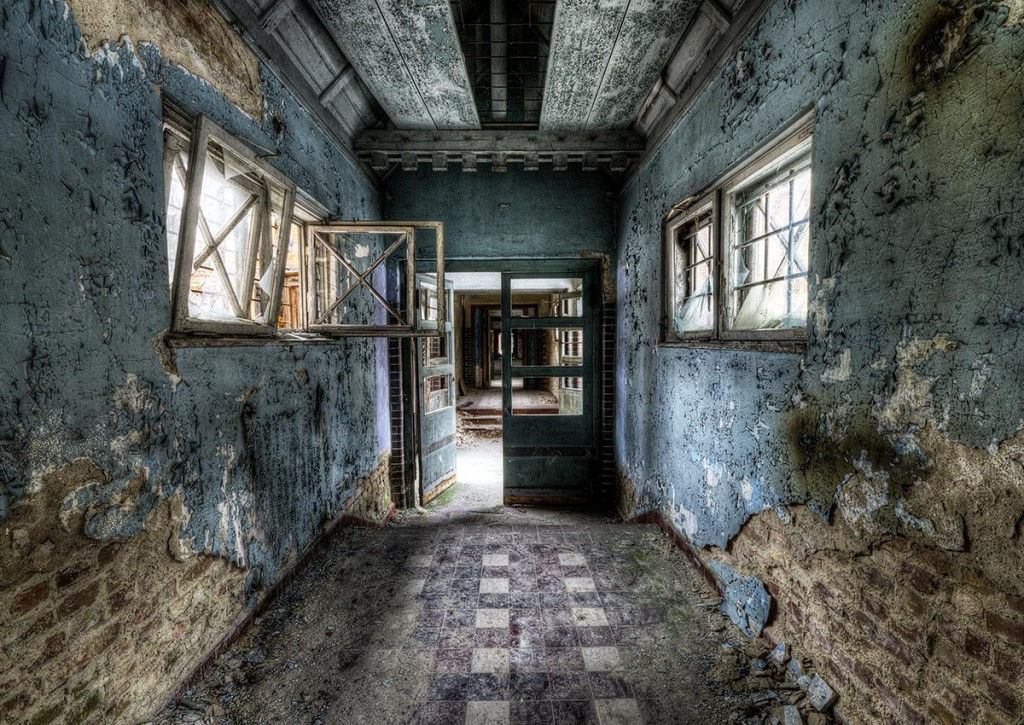
Innenansicht eines Gebäudes (2013)

Das Ensembles ist verfallen und wurde in den letzten Jahren von Vandalen und Metalldieben heimgesucht. Seit 2005 kümmert sich der Verein Kids Globe e. V. um die verbliebenen rund 30 ruinösen Gebäude, von denen 15 seit Ende des 20. Jahrhunderts unter Denkmalschutz stehen. Der Verein gewann Roman Herzog als ersten Schirmherrn für das Projekt einer Bildungseinrichtung für Kinder und Jugendliche, das sowohl die unmittelbare Geschichte der Lungenheilanstalt als auch die wechselvolle Geschichte Oranienburgs (beispielsweise die örtliche Nähe zum KZ Sachsenhausen) darstellen will. Die Aktivitäten des Vereins erstrecken sich über die Bereiche Kunst, Handwerk, Musik, Landwirtschaft, Unternehmertum und Forschung. Kids Globe muss dazu das Gelände dem Eigentümer, einem Berliner Geschäftsmann, für etwa zehn Millionen Euro abkaufen und in eine Stiftung überführen. Die weitere Komplettsanierung wird auf 40–50 Millionen Euro geschätzt.
Im Jahr 2007 fiel die Kapelle einer Brandstiftung zum Opfer. Im Jahr 2013 haben auf dem Gelände die ersten (Bildungs-)Veranstaltungen mit Jugendlichen stattgefunden. Für den Verein verwaltet Bernhard Hanke, ein gelernter Landschaftsgärtner, das Gelände und ist damit betraut, potenzielle Besucher zu begleiten.
Anfang 2021 kündigt Kids Globe e. V. an, das Gelände zu verlassen, nachdem es 17 Jahre nicht gelungen ist, das Projekt zu realisieren. Im Jahr 2022 scheitert das Entwicklungsvorhaben des Eigentümers, am Grabowsee eine Wohnanlage zu bauen. Die Stadtverordnetenversammlung stimmt einem Vorhabenträgerwechsel zugunsten einer neuen vom Eigentümer beherrschten Gesellschaft nicht zu.

## Beschreibung
Die Heilstätte besteht aus Verwaltungsgebäude, Robert-Koch-Gebäude, Ostgebäude, Hans-Böhm-Gebäude, Südgebäude, Behandlungsgebäude, Aufnahmegebäude, Verbindungsgängen, Kapelle, Direktorenwohnhaus, Pförtnerhaus, Ärztewohnhaus, Beamtenwohnhaus, Schornstein mit Hochbehälter, Gärtnerhaus, Seewasser-Pumpenhaus und gärtnerischen Anlagen. Die gesamte Anlage umfasst 41 Bauten, sie ist eingezäunt, in einem Baucontainer befindet sich ein Arbeitsplatz des Projektentwicklers.

Heilstätte Grabowsee – 2010er Jahre
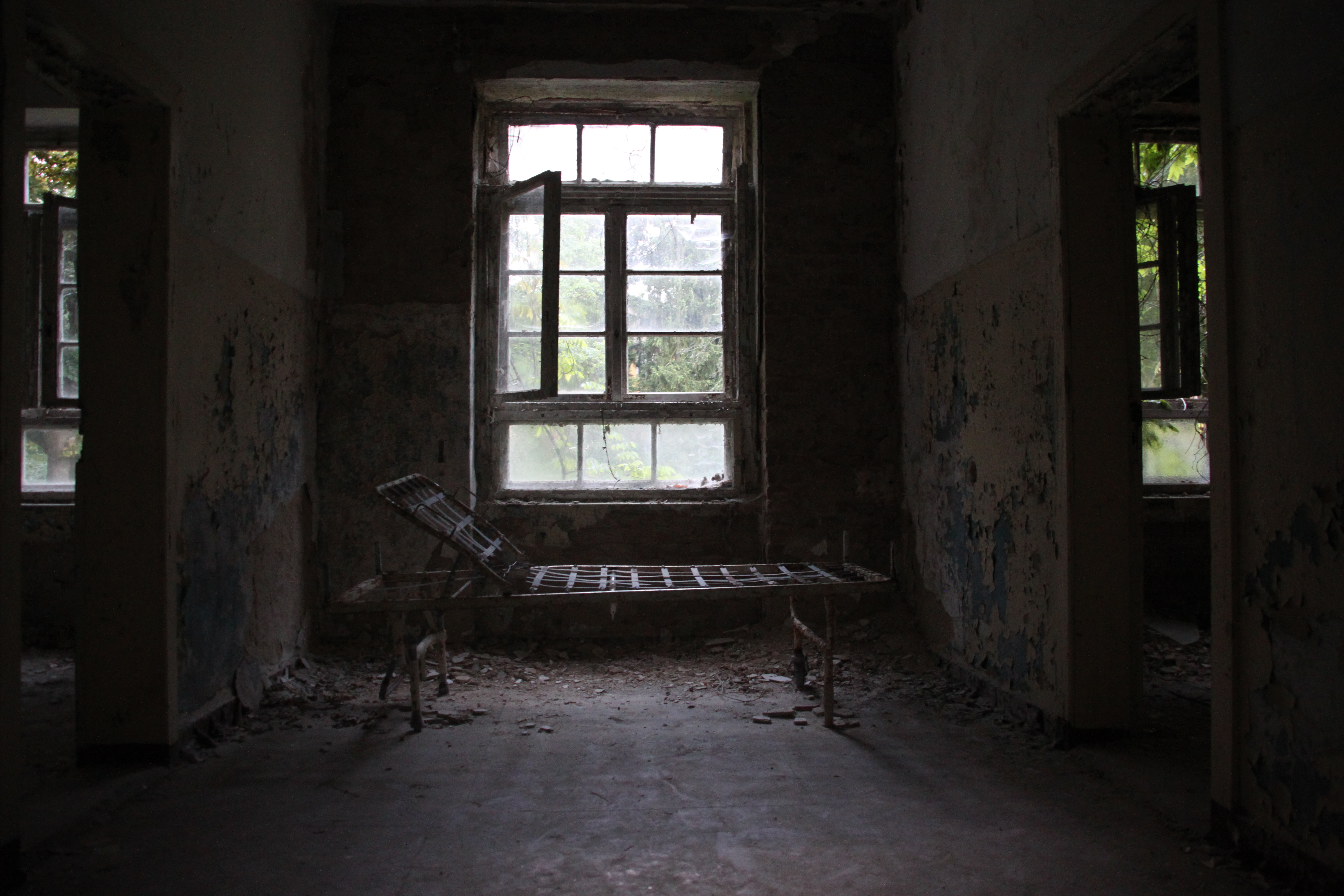
Innenaufnahme, 2012
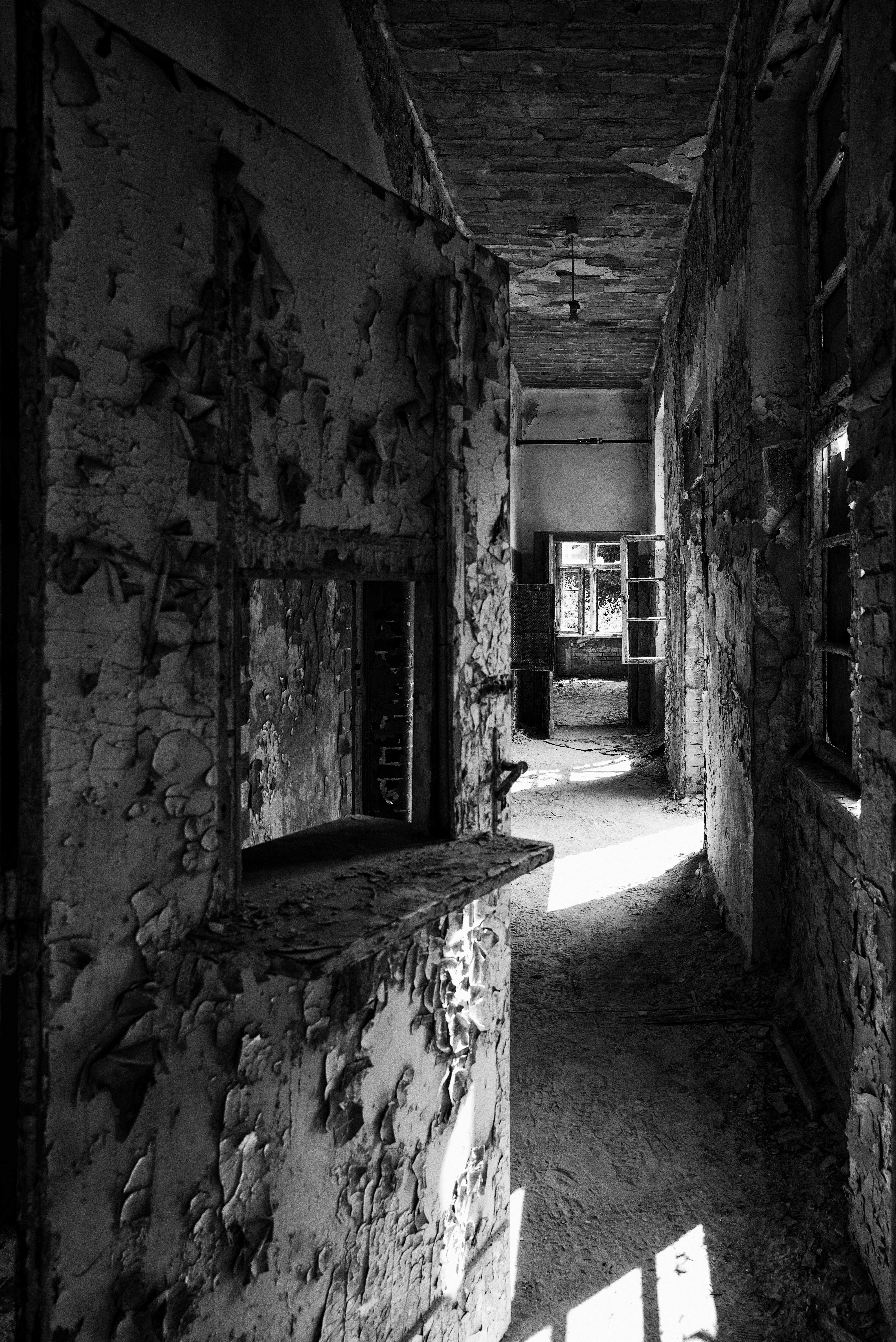
Korridor, 2015
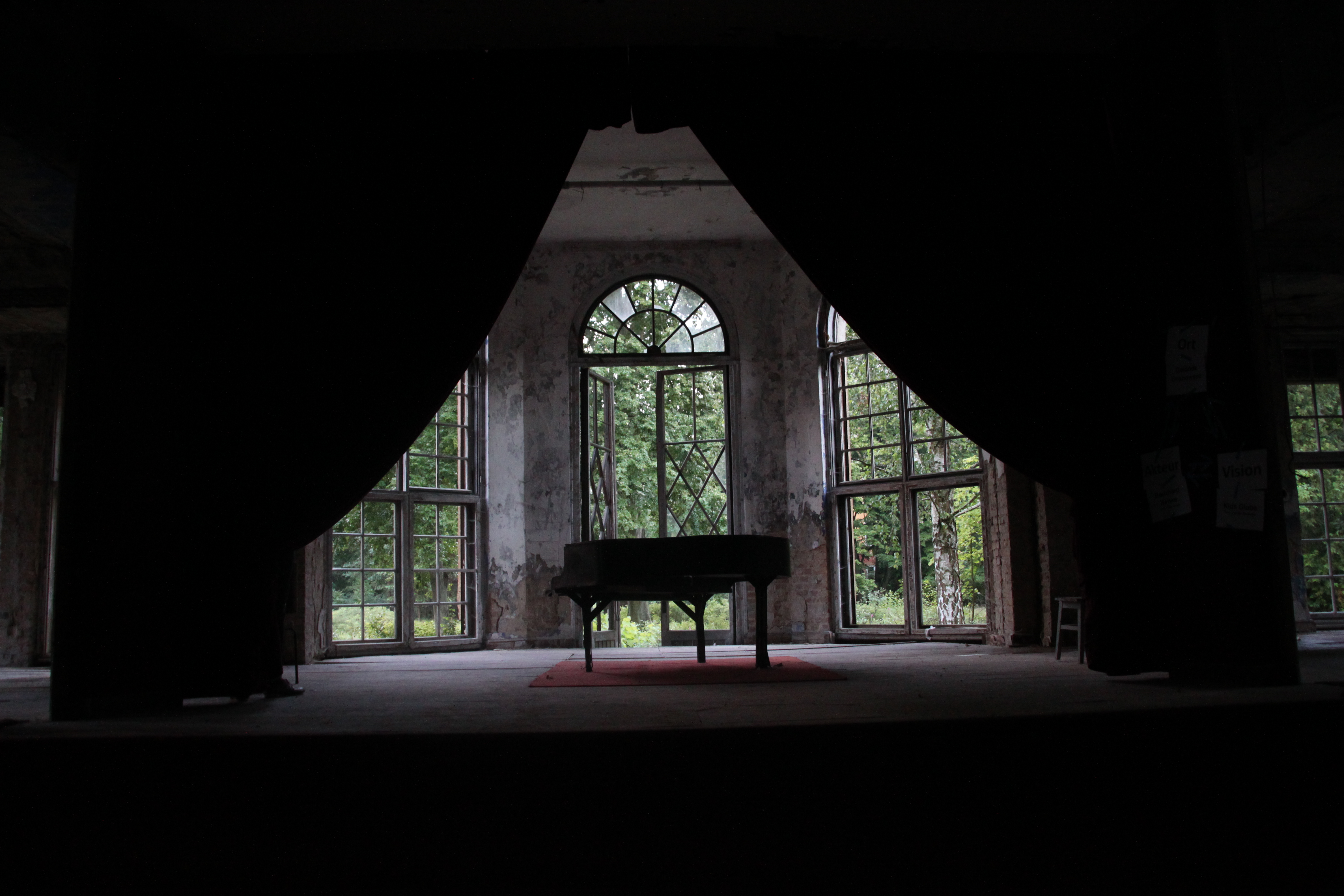
Innenaufnahme, 2012
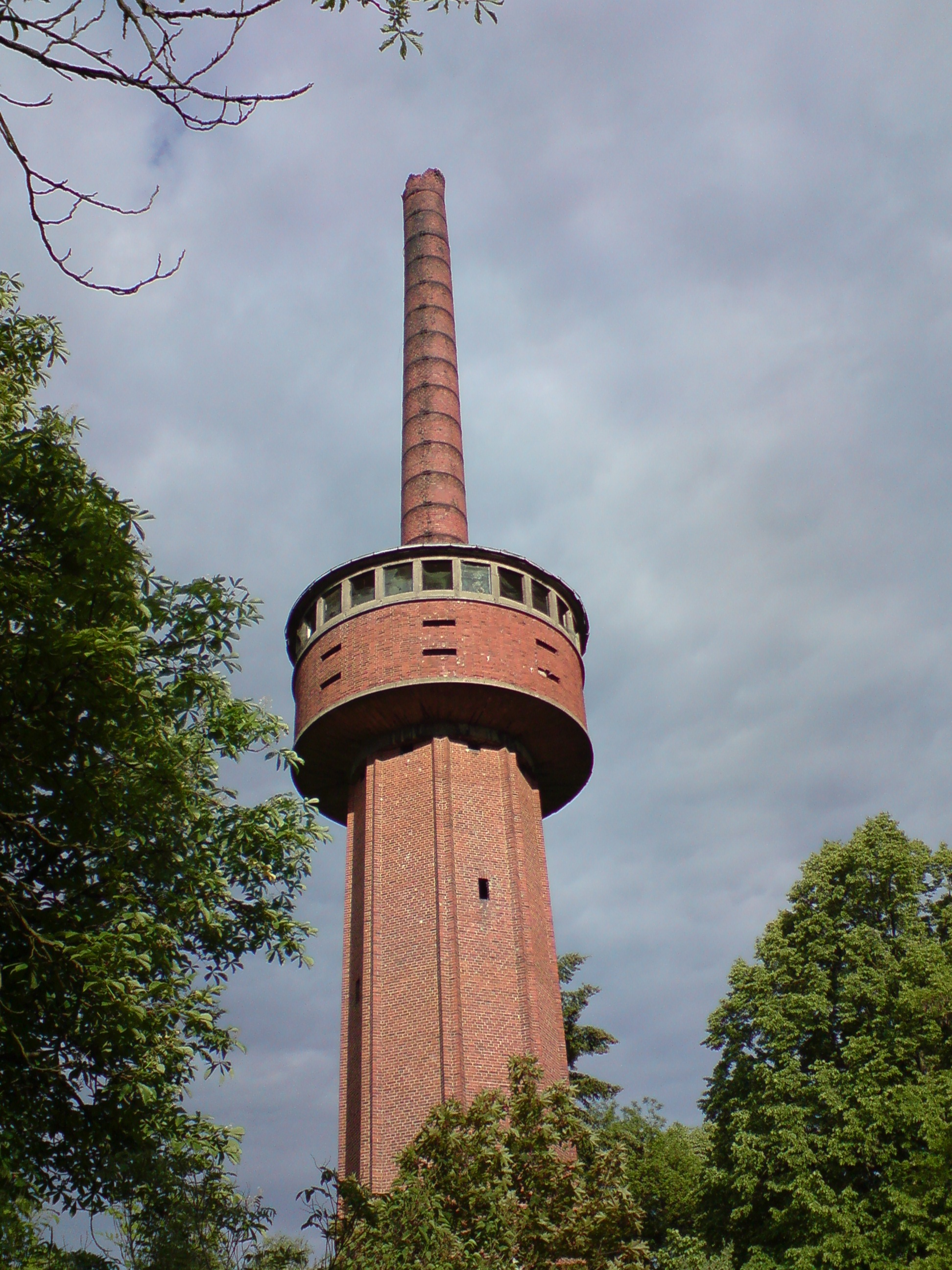
Schornstein mit Hochbehälter, 2009
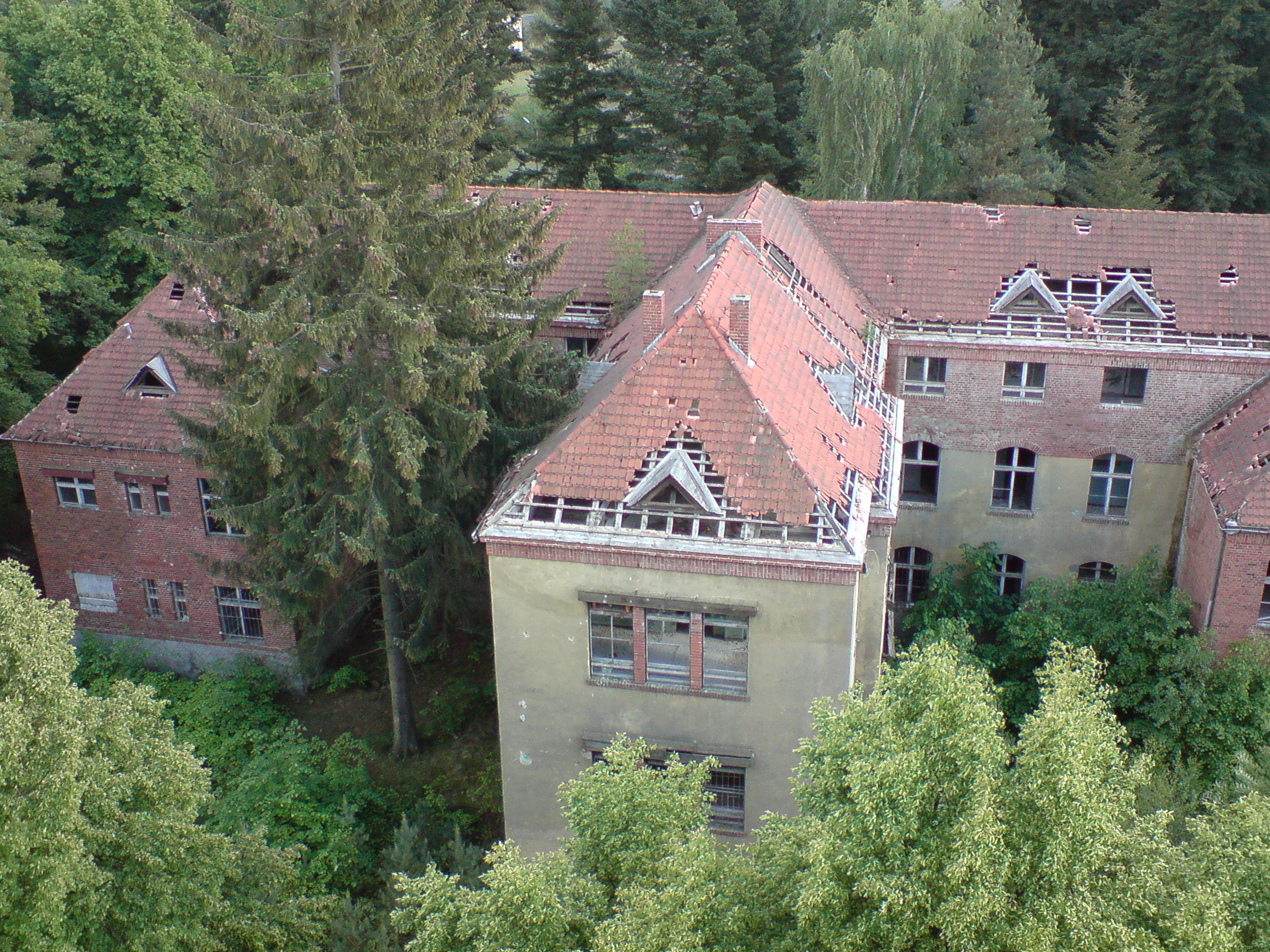
Krankenhausgebäude von oben, 2009

Der Radwanderweg Berlin-Kopenhagen führt direkt am ehemaligen Klinikgelände vorbei.

## Mediale Nutzung
Das Gelände wurde ab den 2000er Jahren häufig als Kulisse für Film- und Fotoaufnahmen genutzt. Im Jahr 2011 wurde auf dem Gelände die Artbase, ein Kunst- und Musik-Festival, veranstaltet. 2013 diente das Gelände als Drehort für den Film Monuments Men – Ungewöhnliche Helden, der die Rettung von Kunstschätzen durch eine US-Spezialeinheit am Ende des Zweiten Weltkriegs hier nachstellte. und 2017 für den Film Heilstätten, dessen Handlung eigentlich in den Beelitz-Heilstätten spielt. Auf dem Gelände wurde das Video Judged by von Euzen gedreht.